# Cacciamali TCM890
Il Cacciamali TCM890 è un autobus italiano prodotto dal 1995 al 1998.

## Progetto
Il TCM890, unitamente al fratello minore TCC635, deriva dal progetto del "Civibus" prodotto dall'azienda bresciana Portesi, acquisita a metà degli anni '90 proprio da Cacciamali. Come il progenitore, venne concepito come un midibus a carrozzeria portante e a pianale ribassato per competere con altri modelli in commercio, tra cui il Monocar 230 della BredaMenarinibus.

## Tecnica
Come già accennato, il TCM890 deriva strettamente dal Portesi Civibus, di cui può di fatto essere considerato una versione ribassata. 
Il motore è il Fiat 8060.45 da 5.861 cm3, erogante 210 cavalli e posto in posizione posteriore, disassato sul lato sinistro del mezzo per consentire la realizzazione della porta posteriore a doppia anta.
La versione urbana dispone di 73 posti totali; sono disponibili come optional l'aria condizionata e il sollevatore per carrozzine con relativa postazione. Sono stati inoltre prodotti 7 esemplari in allestimento suburbano, equipaggiati con due sole porte.

## Versioni
Ecco un riepilogo delle versioni prodotte:

### TCM 890 U
- Lunghezza: 8,9 metri
- Allestimento: Urbano
- Alimentazione: Gasolio
- Porte: 3 rototraslanti

### TCM 890 S
- Lunghezza: 8,9 metri
- Allestimento: Suburbano
- Alimentazione: Gasolio
- Porte: 2 rototraslanti[2]

## Diffusione
Durante il periodo di commercializzazione, il TCM890 ha riscosso un discreto successo. È stato acquistato infatti da svariate aziende, come TRAM Rimini, APM Perugia, TPER Bologna, ATV Verona, AIM Vicenza e svariate altre aziende minori, anche grazie alle sue ridotte dimensioni, maneggevolezza e praticità.
È stato sostituito dal Cacciamali TCM920, successivamente prodotto sotto il marchio Irisbus.